# Шнайдербангер, Ута
Ута Шнайдербангер (нем. Uta Schneiderbanger, 20 июля 1961, Мюльхайм-ан-дер-Рур, ФРГ — 31 мая 2005, Иракский Курдистан) — немецкая революционерка-интернационалистка, участница национально-освободительной борьбы Рабочей партии Курдистана в Турции.

## Биография
Родилась в католической рабочей семье и стала активной участницей церковной деятельности прогрессивных кругов, находившихся под влиянием латиноамериканской теологии освобождения. Однако когда официальная церковь в лице папы Римского осудила это религиозное течение, Ута Шнайдербангер вступила в Коммунистическую партию Германии. Но некоторое время спустя порвала с воспроизводящей структуры старого общества партией и стала частью радикального крыла антиимпериалистического движения. Участвовала в деятельности, как общесоциалистических групп, так и исключительно женских организаций, входила в кружки близкие идеологии Фракции Красной Армии.
В 1977 или 1978 году столкнулась с курдской проблемой: жившие в Германии турецкие левые активно обсуждали историю Курдистана и появление Рабочей партии Курдистана, что вызвало её интерес. В 1980-х впервые познакомилась с членом РПК, помогала организовывать мероприятия посвящённые 1 мая, 12 сентября и Наврузу. В 1987—1988 гг., после основания Патриотического союза женщин Курдистана, Уту Шнайдербангер попросили присоединиться к женскому крылу движения.
В 1992 году начала учить турецкий язык, чтобы свободно общаться с курдами, а также изучать работы Абдуллы Оджалана, которые произвели на неё сильное впечатление. Тогда же начинает всерьёз задумываться о присоединении к РПК, но какое-то время не может решиться, поскольку считает, что как немка, она обязана участвовать в немецком революционном движении. Догматизм последнего и понимание международного масштаба борьбы за изменения в мире подталкивают её к окончательному решению
Была назначена в Дисциплинарную комиссию РПК и работала над рассмотрением вопросов партийной дисциплиной: борьба против иерархизма, притеснений по классовому и половому признакам и т.д. Погибла в Иракском Курдистане вместе с Экин Джерен Догруак, похоронена в родном городе.

## Книги
- Mit Kampf und Liebe in eine neue Zeit — Nûdem. Aus dem Leben von Uta Schneiderbanger. Mesopotamien Verlag, 2010